# Спинтрия

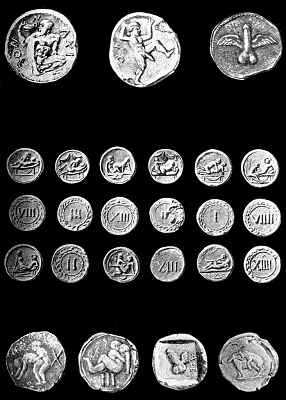
Спинтрии, найденные в Помпеях

Спинтрия (лат. spintria, также бордельная марка) — небольшой древнеримский серебряный или бронзовый монетовидный жетон с изображением сексуальных действий или символов. В русской нумизматике этот термин иногда применяется к любым античным жетонам и монетам с эротическим сюжетом.

## Версии назначения
Большинство спинтрий отчеканены из бронзы и несут эротический сюжет. Как правило, это изображение людей в различных позах в момент полового акта, обнажённого мужчины, крылатого фаллоса, совокупляющихся животных. Самым распространённым сюжетом является половой акт мужчины и женщины. На оборотной стороне жетона обычно находятся различные римские цифры (от I до XX), значение которых точно не установлено.
Существовали аналогичные изделия из других материалов. Несколько таких изделий из терракоты и кости были найдены при раскопках Помпей. Вообще различные жетоны довольно широко использовались в Риме в качестве входных билетов на зрелища, лотерейных билетов и т. д.
Несмотря на общепризнанную версию о применении данных жетонов в качестве платёжного средства в публичных домах, выдвигаются также гипотезы о том, что спинтрии применялись в качестве игральных жетонов, а также, возможно, были выпущены во времена Тиберия для дискредитации императорской власти. У Светония словом спинтрии называются также бисексуалы, увлечение которыми приписывалось Тиберию на Капри. Светоний также сообщает, что Калигула выслал их из Рима и Италии; кроме того, позорное прозвище «Спинтрия» получил Авл Вителлий: «Детство и раннюю юность провел он на Капри среди любимчиков императора Тиберия, и на всю жизнь сохранил позорное прозвище Спинтрия; думали даже, что именно красота его лица была причиной и началом возвышения его отца». (Светоний. Вителлий,3:3)
Спинтрии являются популярным объектом коллекционирования, и в зависимости от состояния имеют высокую аукционную стоимость. Из-за своей востребованности на нумизматическом рынке распространены современные подделки.

## Галерея

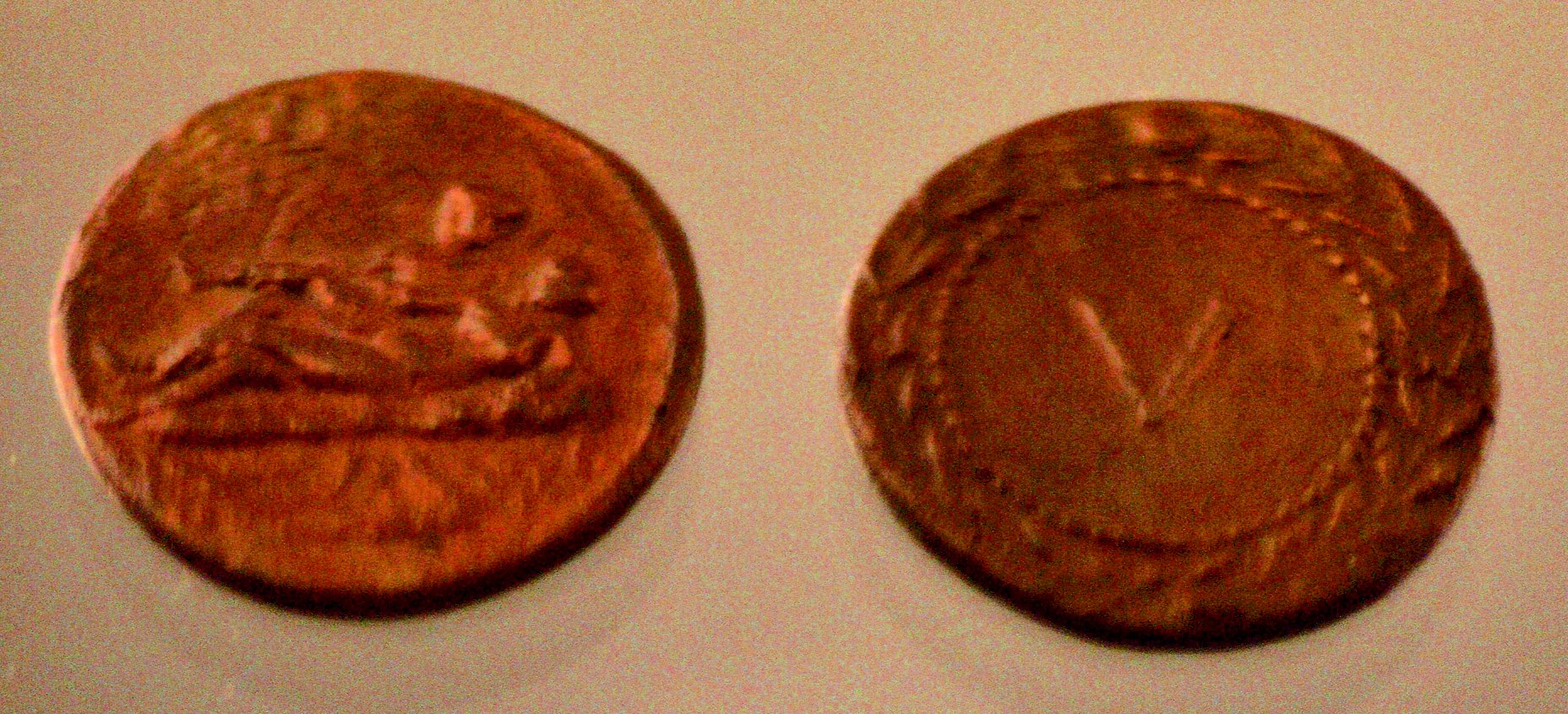
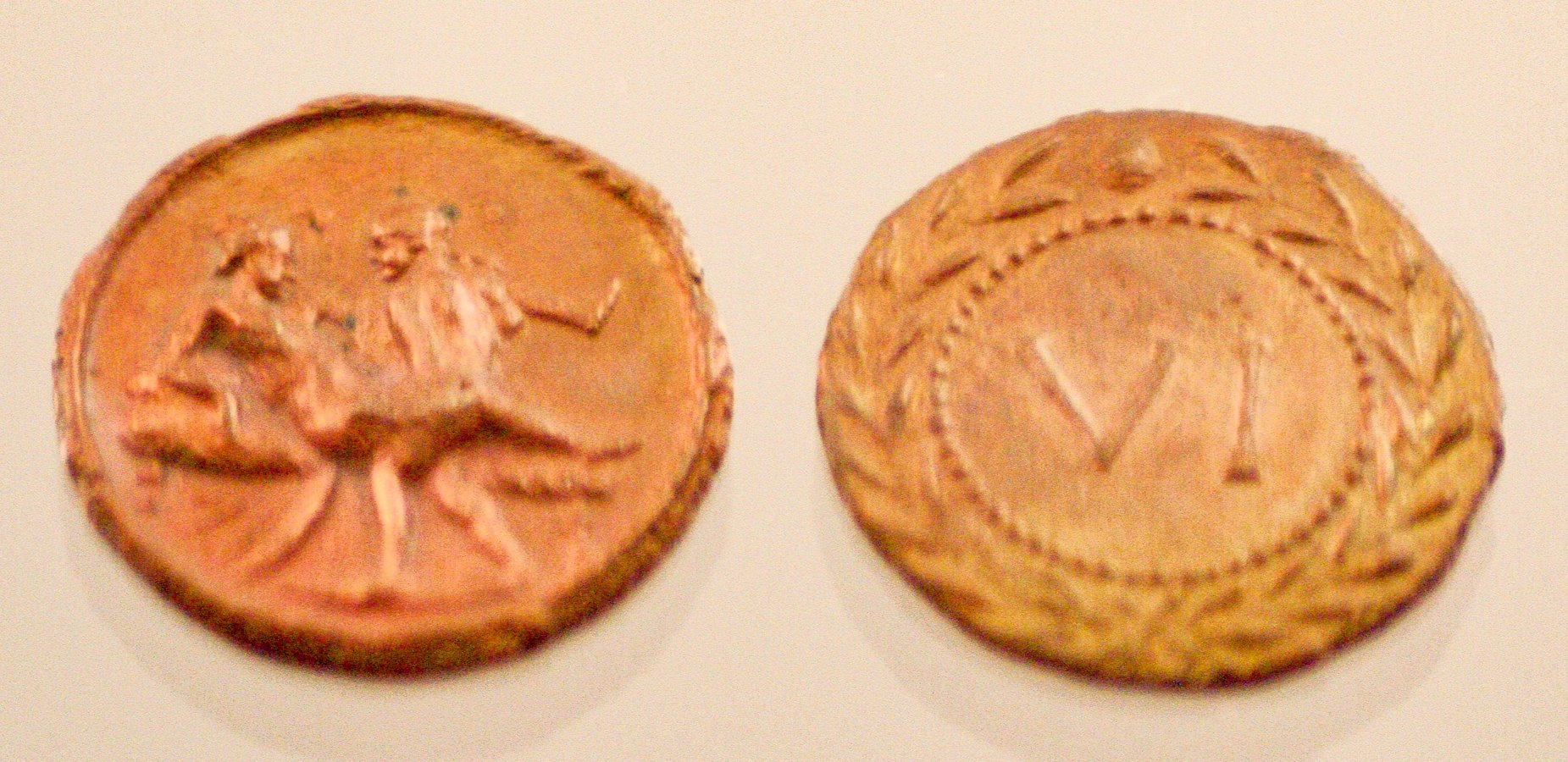
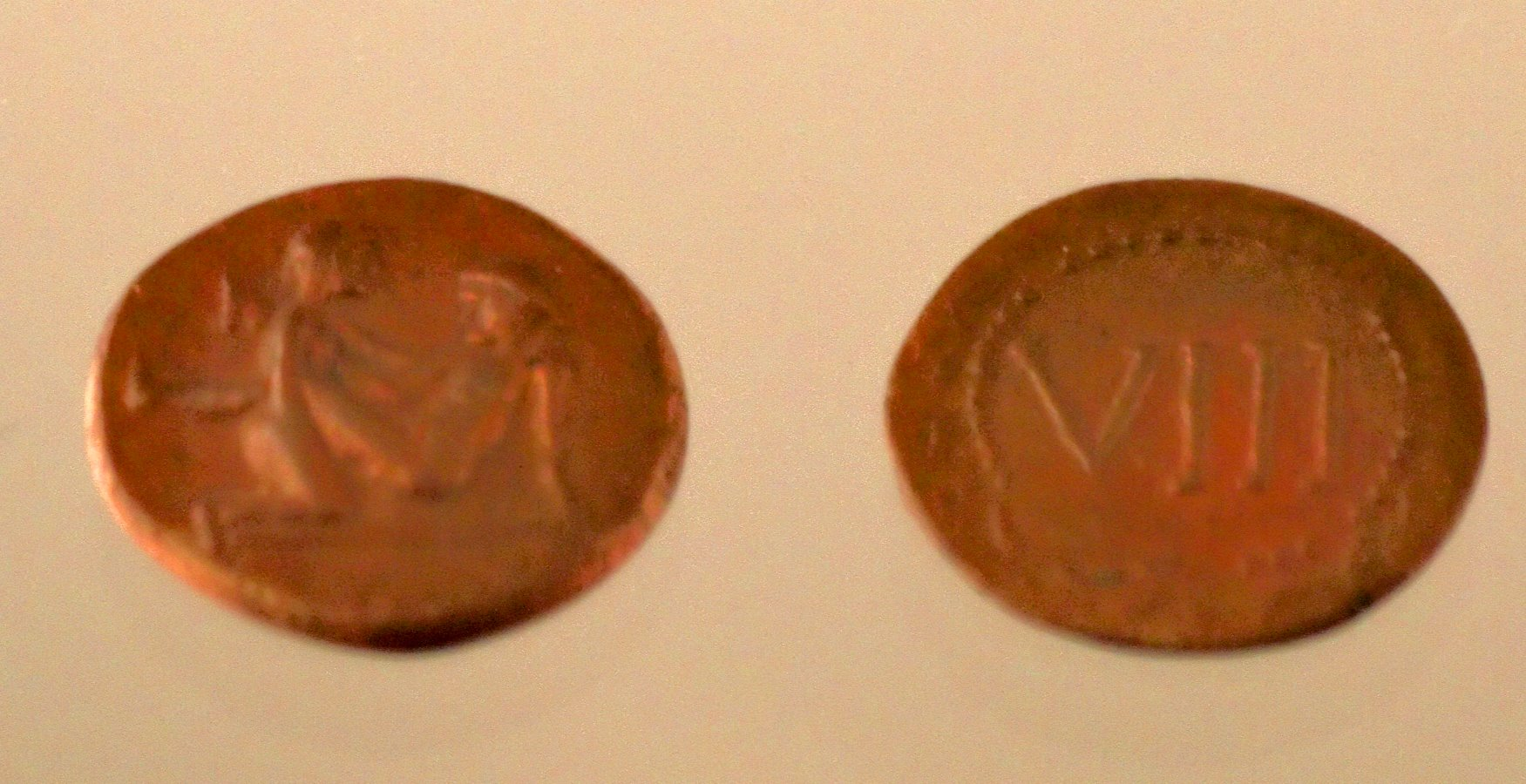
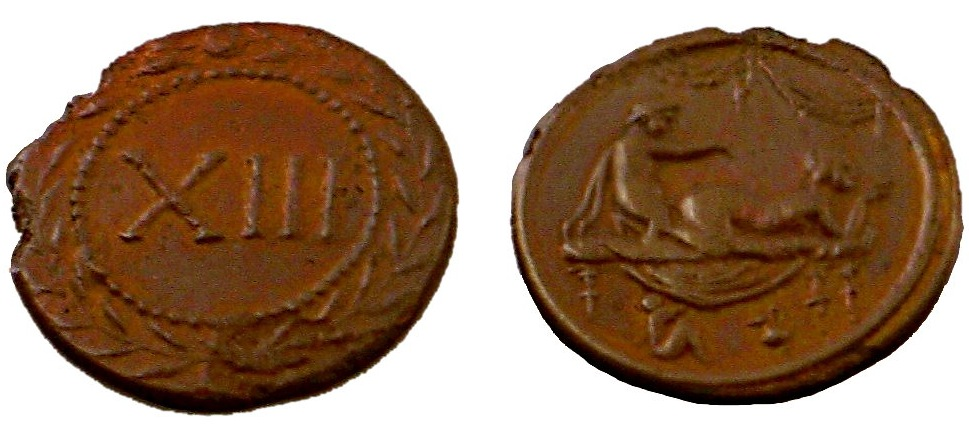